# Rodrigo Isgro
Rodrigo Antonio Isgro (Mendoza, 24 de maio de 1999) é um jogador de rugby sevens argentino.

## Carreira
Isgro integrou o clube Mendoza Rugby Club e Seleção Argentina de Rugby Sevens nos Jogos Olímpicos de Verão de 2020 em Tóquio, quando conquistou a medalha de bronze após derrotar a equipe britânica por 17–12.